# 七城雅
七城 雅（ななしろ みやび、4月1日 - ）は、宝塚歌劇団月組に所属する男役スター。
愛知県名古屋市、市立名東高等学校出身。身長172cm。愛称は「きど」、「キッド」、「ななぴー」。

## 来歴
2017年、宝塚音楽学校入学。
2019年、音楽学校卒業後、宝塚歌劇団に105期生として入団。入団時の成績は20番。宙組公演「オーシャンズ11」で初舞台。その後、月組に配属。
2023年の「応天の門」で新人公演初主演。105期から初の新人公演主演者誕生となった。

## 主な舞台

### 初舞台
- 2019年4 - 5月、宙組『オーシャンズ11』（宝塚大劇場のみ）

### 月組時代
- 2019年10 - 12月、『I AM FROM AUSTRIA-故郷（ふるさと）は甘き調（しら）べ-』 - 新人公演：ヨハン／クラブの男（本役：英かおと）
- 2020年9 - 2021年1月、『WELCOME TO TAKARAZUKA-雪と月と花と-』『ピガール狂騒曲』[注釈 1]
- 2021年2 - 3月、『ダル・レークの恋』（TBS赤坂ACTシアター・ドラマシティ）
- 2021年5 - 8月、『桜嵐記（おうらんき）』 - 新人公演：北畠親房（本役：佳城葵）『Dream Chaser』
- 2021年10 - 11月、『川霧の橋』 - 三吉『Dream Chaser-新たな夢へ-』（博多座）
- 2022年1 - 3月、『今夜、ロマンス劇場で』 - 村海、新人公演：大蛇丸（本役：暁千星）『FULL SWING!』
- 2022年5月、『Rain on Neptune』（舞浜アンフィシアター） - ダイヤモンドのかけら
- 2022年7 - 8月、『グレート・ギャツビー』（宝塚大劇場）
- 2022年9 - 10月、『グレート・ギャツビー』（東京宝塚劇場） - 新人公演：トム・ブキャナン（本役：鳳月杏）
- 2022年11 - 12月、『ブラック・ジャック 危険な賭け』『FULL SWING!』（全国ツアー）
- 2023年2 - 4月、『応天の門』 - 新人公演：菅原道真（本役：月城かなと）『Deep Sea-海神たちのカルナバル-』 新人公演初主演[4][3]
- 2023年6月、『DEATH TAKES A HOLIDAY』（東急シアターオーブ） - ヤングロベルト
- 2023年8 - 9月、『フリューゲル-君がくれた翼-』 - 人民警官、新人公演：トーマ・ランゲ（本役：礼華はる）『万華鏡百景色（ばんかきょうひゃくげしき）』（宝塚大劇場）
- 2023年10 - 11月、『フリューゲル-君がくれた翼-』 - 人民警官／代役：ルドルフ・ルーク（本役：彩音星凪）[注釈 2]『万華鏡百景色（ばんかきょうひゃくげしき）』（東京宝塚劇場）[注釈 3][5]
- 2024年1 - 2月、『Golden Dead Schiele』（宝塚バウホール） - マックス・オッペンハイマー
- 2024年3 - 5月、『Eternal Voice 消え残る想い』 - フィンレイ『Grande TAKARAZUKA 110!』（宝塚大劇場）
- 2024年6 - 7月、『Eternal Voice 消え残る想い』 - フィンレイ、新人公演：ヴィクター（本役：鳳月杏）『Grande TAKARAZUKA 110!』（東京宝塚劇場）
- 2024年8 - 9月、『琥珀色の雨にぬれて』 - ピエール『Grande TAKARAZUKA 110!』（全国ツアー）
- 2024年11 - 2025年3月、『ゴールデン・リバティ』 - キース、新人公演：ジェシー（本役：鳳月杏）『PHOENIX RISING（フェニックス・ライジング）』 新人公演主演[6]
- 2025年5月、『Twinkle Moon』（宝塚バウホール）[7][8]
- 2025年7 - 11月、『GUYS AND DOLLS』 - ギャンブラー、新人公演：ブラニガン警部（本役：佳城葵）

## 出演イベント
- 2019年7月、『宝塚巴里祭2019』[注釈 4][9]